# 長野放送
株式會社長野放送（日语：／ Nagano Hōsō */?），通稱長野放送，簡稱NBS，是日本的一家以長野縣為播出地區的電視台。長野放送開播于1969年4月1日，是富士電視台系列聯播網FNN及FNS的成員，呼號為JOLH-DTV，遙控器號碼是8頻道。長野放送是長野縣的第二家民營電視台，也是長野縣的第一家UHF電視台。

## 資本構成
下表列出2021年3月31日時長野放送的主要股東:337：
| 資本金          | 發行股份總數 |
| --------------- | ------------ |
| 300,000,000日元 | 600,000股    |

| 股東         | 持股數    | 比例   |
| ------------ | --------- | ------ |
| 富士媒體控股 | 264,000股 | 44.00% |
| 北野建設     | 060,000股 | 10.00% |
| 信濃毎日新聞 | 059,000股 | 09.83% |

## 歷史
長野縣的第一家民營電視台是開播於1958年10月的信越放送，該台也是日本大都市圈以外地區的第一家民營電視台:31。1965年時，長野縣的電視機普及率達89.2%，高於日本平均的82.3%，這也促進了長野縣出現申請設立第二家民營電視台的運動:33。在1962年至1969年，長野縣陸續有八家公司申請獲得電視執照:33。郵政省在1967年宣布有意釋出部分UHF頻段用於播出電視後，長野縣開設第二家民營電視台的構想開始具有現實色彩:32-33。同年9月，時任長野縣知事西澤權一郎出面要求各家公司統合申請，並獲得同意。新成立的公司中75%的資本由長野縣內的申請者出資（長野電視台及TV長野各佔30%，長野放送佔15%），25%由長野縣外的公司出資（長野讀賣電視、長野每日放送、長野中日放送、長野產經電視、長野朝日放送每家公司出資5%）:34。1967年10月21日，各家公司統合而成的「株式會社長野放送」正式提出電視製造申請，並於11月1日獲得預備執照:34。同年12月22日，長野放送舉辦發起人總會:26，1968年3月18日，長野放送舉辦創立總會，在3月22日正式登記成立公司:27-28。1968年12月20日，長野放送開始進行試播:29。在總部大樓竣工之後，長野放送於1969年4月1日正式開播:35。長野放送總部位於前縣蠶業試驗場所在地的長野市岡田町，是一座二層高建築，建築面積約1,988平方公尺:67。
長野放送在開播時的黃金時段彩色節目比例是65.7%、全日彩色節目比例是22%:40。1970年，長野放送的部分自製節目開始使用彩色播出，並成為長野縣內播出彩色節目比例最高的電視台:40。長野放送在1974年參與富士電視台聯播網成員共同製作的《紀錄片日本人 (國際篇)》（ドキュメント日本人 (国際編)），是其首次海外取材:44。同年長野放送製作的紀錄片《美山之詩》（みやまの詩）獲得了藝術祭優秀賞，是UHF電視台首次活動藝術祭優秀賞:45-46。長野放送在1975年和美國KSL-TV電視台簽訂姊妹台協議，是其第一個海外姊妹台:78-79。1985年，長野放送和中國北京電視台簽訂了業務交流合作協議:131-132。
1977年，長野放送開始修建總部別館，於翌年8月竣工。別館是一座三層高的建築，建築面積1,269平方公尺:75。長野放送自1983年開始修建了新總部大樓，並在翌年竣工。新總部大樓有四層（部分有五層），建築面積增加到3,269平方公尺。一層至二層是新聞製作的主要部分。主控室設在二層:123。長野放送還在1985年啟用了NBS音樂廳（NBSホール），成為日本少數設有音樂廳的地方電視台:130-131。
1984年，長野放送以全日7.9%、黃金時段22.2%、晚間時段18.8%的收視率首次獲得收視率三冠王:104-105。同年12月，長野放送啟用了新商標:129。
1996年4月27日，長野放送的直升機在採訪發生於長野縣更埴市（現千曲市）的山火時和信州電視台的直升機在長野市篠之井橫田上空相撞墜毀，直升機機長及1名攝影師在這起事故中殉職。在開播30週年之際，長野放送在1998年於總部開設了雕刻庭園「波動之庭」。
長野放送於2006年啟用吉祥物Best犬 Hachipo。同年10月1日，長野放送開始播出數位電視訊號，並於2011年7月24日停止播出類比電視。

## 節目
長野放送在開播當年就製作了第32屆日本眾議院議員總選舉開票特別節目以及各候選人的政見廣播:39。1972年2月19日淺間山莊事件時，長野放送和其聯播網核心局富士電視台是僅有的兩家拍攝到犯人被捕畫面的電視台:41。當時彩色電視已在日本普及，NHK及信越放送也使用彩色轉播車對事件進行直播。但當時的彩色攝影機在光線較暗情況下難以轉播。富士電視台判斷犯人被捕時間將是傍晚，難以使用彩色轉播，加上當時恰好長野放送使用黑白轉播車進行轉播，因此使得長野放送和富士電視台成為獨家直播到犯人被捕畫面的電視台:41-42。
1980年，長野放送導入了彩色轉播車:120。翌年長野放送全面導入電子新聞採集（ENG）系統，令新聞採訪編輯能力有大幅提升，亦為製作大型新聞節目提供了條件:95。長野放送的第一個大型帶狀地方新聞節目是1980年開始播出的《NBS晚間630》:95。現在長野放送在平日傍晚播出的自製新聞節目是《NBS大家的信州》，自2019年開始播出。此外長野放送還每月播出一次自製紀錄片節目《NBS聚焦∞信州》（NBSフォーカス∞信州）。《週刊長野體育！》是長野放送的自製體育新聞節目，自2015年開始在每週六上午播出。
在開播初期，長野放送的自製主婦向資訊節目有《電視騎師》（テレビジョッキー・奥さま4時です）、《Channel U》（200万人の広場 チャンネルU）等節目:36-37。1971年，長野放送開始播出大型資訊節目《廣角信州》，獲得熱烈反響，成為播出達11年的長壽節目:42-43。1982年，長野放送開始播出帶狀資訊節目《NBS Living Now 新鮮11》（NBSリビングナウ フレッシュ11），取代《廣角信州》成為新的主要資訊節目:96-97。現在長野放送在平日播出的帶狀資訊節目是在午後播出的《故鄉生活》（ふるさとライブ）。長野放送現在的另一大型自製資訊節目是自2004年開始播出在週六傍晚播出的《週六就這個吧！》。

## 註释
1. ↑  「三冠」指全日（6:00-24:00）、黃金時間（19:00-22:00）、晚間時段（19:00-23:00）三個時段皆獲得收視率第一。

## 外部連結
- NBS長野放送 （页面存档备份，存于）
- 長野放送 廣報【官方】的X（前Twitter）
- NBS長野放送 廣報的Instagram帳戶
- YouTube上的NBS長野放送頻道